# Lago Fanaco
Der Lago Fanaco ist ein von 1951 bis 1953 angelegter und vom Platani gespeister Stausee in der Metropolitanstadt Palermo auf Sizilien.
Er liegt zwischen den Bergen Monte Lupo (1092 m) und Monte Fieravecchia (1081 m) und dient der Trinkwassergewinnung. Die Ortschaft Castronovo di Sicilia ist 6,2 Kilometer vom See entfernt.
Im Zuge einer schweren Wasserknappheit trocknete der Lago Fanaco am 15. Juli 2024 vollkommen aus – fünf Tage vor dem prognostizierten Datum. Infolgedessen wurde das Trinkwasser der umliegenden Gemeinden, welches von neun ausschließlich aus dem See bezogen wurde, rationiert.